# Supernova de tipus Ia
Una supernova de tipus Ia (u en numeració romana) és una subcategoria de supernoves que resulta de la violenta explosió d'una estrella nana blanca. Una nana blanca és el romanent d'una estrella que ha completat el seu cicle de vida normal i ha deixat de fer fusió nuclear. No obstant això, les nanes blanques de la varietat carboni-oxigen comú són capaces de fer reaccions de fusió, a més d'alliberar una gran quantitat d'energia si la temperatura puja prou.
Físicament, les nanes blanques de carboni-oxigen amb una baixa velocitat de rotació es limiten a menys d'1,38 masses solars. Més enllà d'això, es tornen a encendre i, en alguns casos, provoquen l'explosió d'una supernova. De manera confusa, aquest límit es refereix sovint com la massa de Chandrasekhar, tot i ser subtilment diferent del límit de Chandrasekhar absolut, en què la pressió de degeneració d'electrons no és capaç d'evitar el col·lapse catastròfic. Si una nana blanca gradualment acreta massa d'una companya binària, la hipòtesi general és que el seu nucli arriba a la temperatura d'ignició per a la fusió del carboni a mesura que s'acosta al límit. Si la nana blanca es fusiona amb una altra estrella (un fet molt poc freqüent), en un moment excedirà el límit i començaran a col·lapsar, en elevar la temperatura més enllà del punt de fusió d'ignició nuclear. Al cap de pocs segons de l'inici de la fusió nuclear, una fracció substancial de la matèria a la nana blanca se sotmet a una reacció fora de control, alliberant energia suficient (1-2 × 1044 J) el que provoca que l'estrella iniciï una explosió de supernova.

Aquesta categoria de supernoves produeixen lluminositat pic consistent, a causa de la massa uniforme de les nanes blanques que esclaten pel mecanisme d'acreció. L'estabilitat d'aquest valor permet que aquestes explosions puguin ser utilitzades com candeles estàndard per a mesurar la distància a les seves galàxies amfitriones perquè la magnitud aparent de les supernoves depèn principalment de la distància.

## Model físic

Espectre de SN1998aq, una supernova Tipus Ia, un dia després d'un màxim de llum en la banda B

La supernova de tipus Ia és una subcategoria en l'esquema Minkowski-Zwicky de classificació de supernoves, que fou ideat pels astrònoms nord-americans Rudolph Minkowski i Fritz Zwicky. Una supernova d'aquest tipus es pot formar per processos diferents que comparteixen un mecanisme subjacent comú. Quan massa d'una nana blanca de rotació lenta de carboni-oxigen augmenta a partir d'una companya, no pot excedir el límit de Chandrasekhar d'aproximadament 1,38 masses solars, més enllà del qual ja no seria capaç de suportar el seu pes a través de la pressió de degeneració d'electrons, i comença a col·lapsar. En absència d'un procés compensatori, la nana blanca col·lapsaria per formar una estrella de neutrons, com passa normalment en el cas de les nanes blanques compostes principalment de magnesi, oxigen i neó.
L'opinió actual entre els astrònoms que modelen explosions de supernoves de tipus Ia, però, és que aquest límit mai s'aconsegueix, de manera que el col·lapse no s'inicia. En canvi, l'augment de la pressió i la densitat causa de l'augment de pes que eleva la temperatura del nucli, i com els enfocaments de nanes blanques fins d'aquí és aproximadament 1% del límit, es produeix un període de convecció, que dura aproximadament 1.000 anys. En algun moment d'aquesta fase latent, neix un front de deflagració, alimentat per la fusió del carboni. Els detalls de la ignició són encara desconeguts, incloent-hi la ubicació i el nombre de punts en què comença la flama de fusió d'oxigen; aquest combustible, però, no es consumeix tan completament com el carboni.
Quan ha començat la fusió, la temperatura de la nana blanca comença a pujar. Una estrella de seqüència principal, amb el suport de la pressió tèrmica podria expandir-se i refredar-se per tal de contrarestar l'augment de l'energia tèrmica, però la pressió de degeneració és independent de la temperatura. La nana blanca és incapaç de regular el procés de gravitació de les estrelles normals, i és vulnerable a una reacció de fusió fora de control. La flama s'accelera dràsticament, en part a causa de la inestabilitat de Rayleigh-Taylor i les interaccions amb turbulència. Segueix sent una qüestió de debat si aquesta flama es transforma en una detonació supersònica d'una deflagració subsònica.
Independentment dels detalls exactes de la combustió nuclear, s'accepta generalment que una fracció substancial del carboni i l'oxigen en la nana blanca es crema en elements més pesants en un termini de només uns pocs segons, augmentant la temperatura interna a milers de milions de graus. Aquest alliberament d'energia de combustió termonuclear (1-2 × 1044 J) és més que suficient per deslligar l'estrella, és a dir, les partícules individuals que componen la nana blanca guanyen suficient energia cinètica perquè puguin volar a part d'entre si. L'estrella explota violentament i allibera una ona de xoc en la qual la matèria és típicament expulsada a velocitats de l'ordre de 5.000-20.000 km/s, o aproximadament fins al 6% de la velocitat de la llum. L'energia alliberada en l'explosió també causa un augment extrem de lluminositat. La magnitud visual absoluta típica de les supernoves de tipus Ia és Mv = -19,3 (al voltant de cinc mil milions de vegades més brillant que el Sol), amb poca variació.
La teoria d'aquest tipus de supernoves és similar a la de les noves, en què una nana blanca acreta més lentament i no s'acosta al límit de Chandrasekhar. En el cas d'una nova, la matèria que cau provoca una explosió superficial per fusió d'hidrogen que no romp l'estrella. Aquest tipus de supernova difereix d'una supernova de col·lapse de nucli, que és causada per l'explosió catastròfica de les capes externes d'un estel massiu que fa implosió el seu nucli.